# Barringtonia asiatica
Баррингтонія азійська (Barringtonia asiatica) — вид рослин родини лецитисові.

## Будова
Велике вічнозелене дерево до 20 м висотою, з густою кроною, що дає гарну тінь. Стовбур короткий до 150 см у діаметрі. Квітне цілий рік. Злегка запашні квіти відкриваються вночі щоб привабити кажанів для запилення. Доросле дерево продукує 500—2000 плодів на рік. Плід плаває у воді, через що цей вид широко розповсюдився океанічними течіями.

## Поширення та середовище існування
Зростає на узбережжі Індійського та Тихого океанів від Мадагаскара до островів Океанії. Зустрічається виключно на березі на піщаних пляжах, мангрових лісах.

## Практичне використання
Висаджують уздовж бульварів.
Плід отруйний. Місцеве населення використовує свіжі плоди, щоб «глушити» рибу.

## Галерея

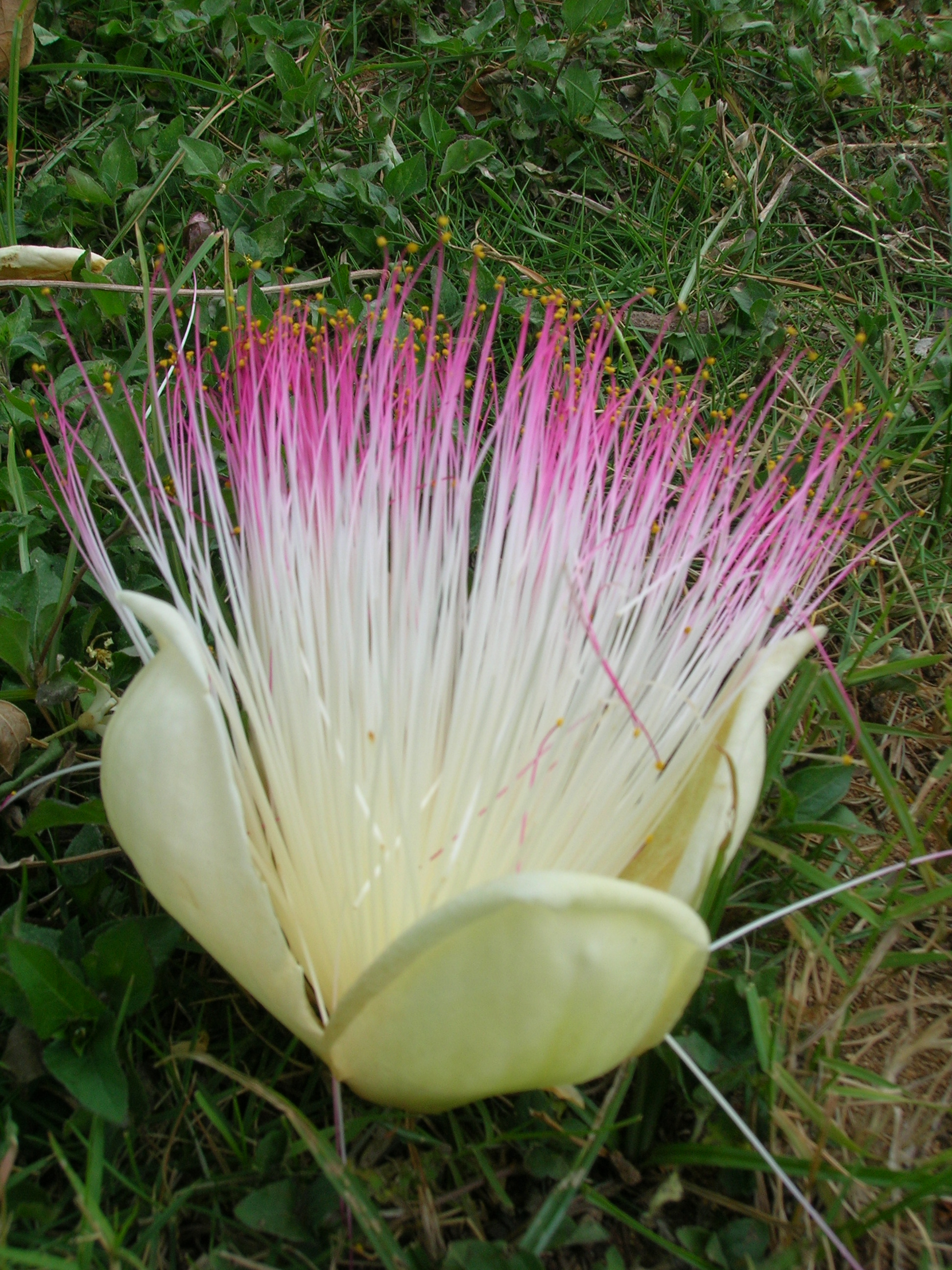
Квітка
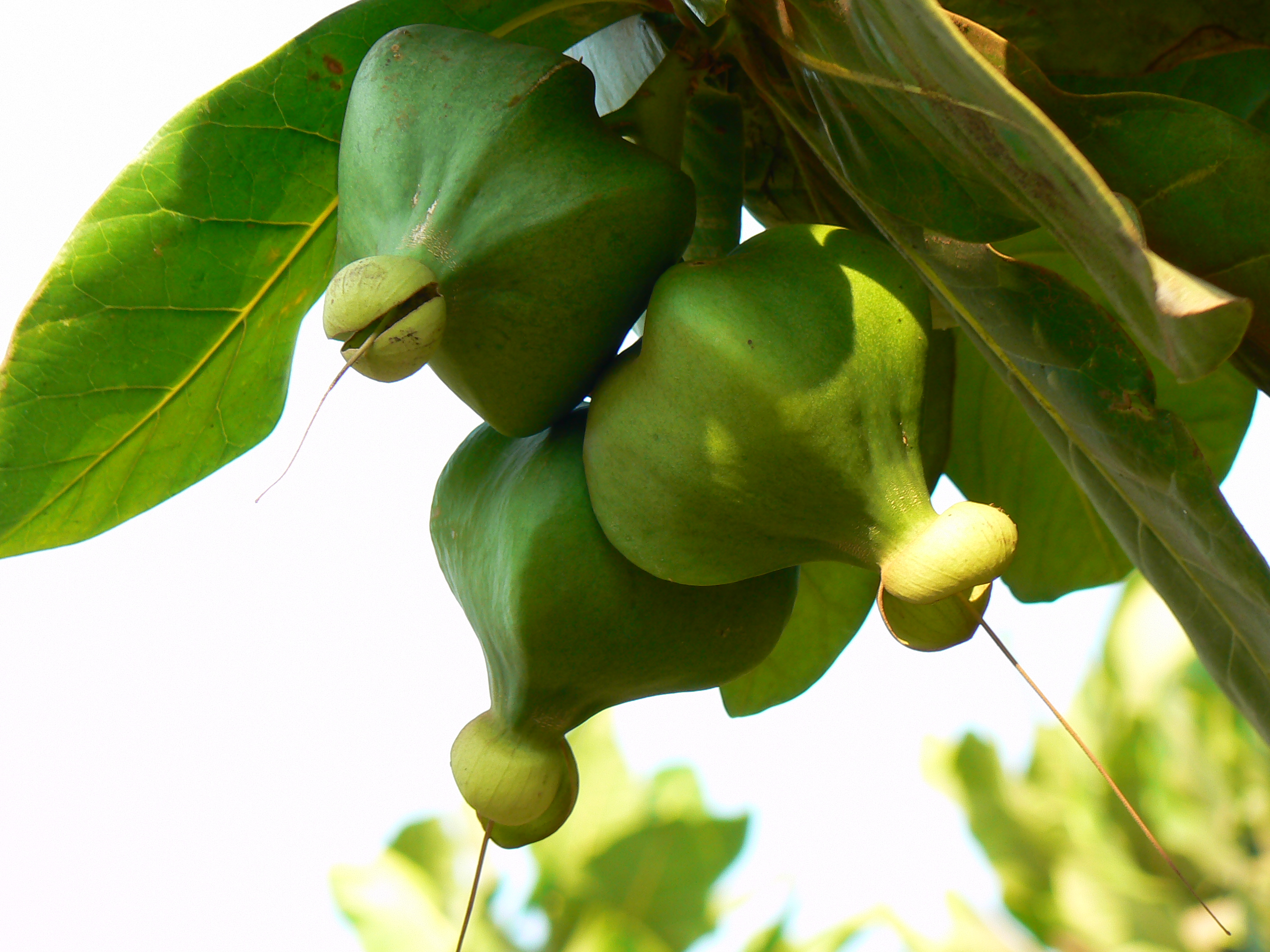
Молоді плоди
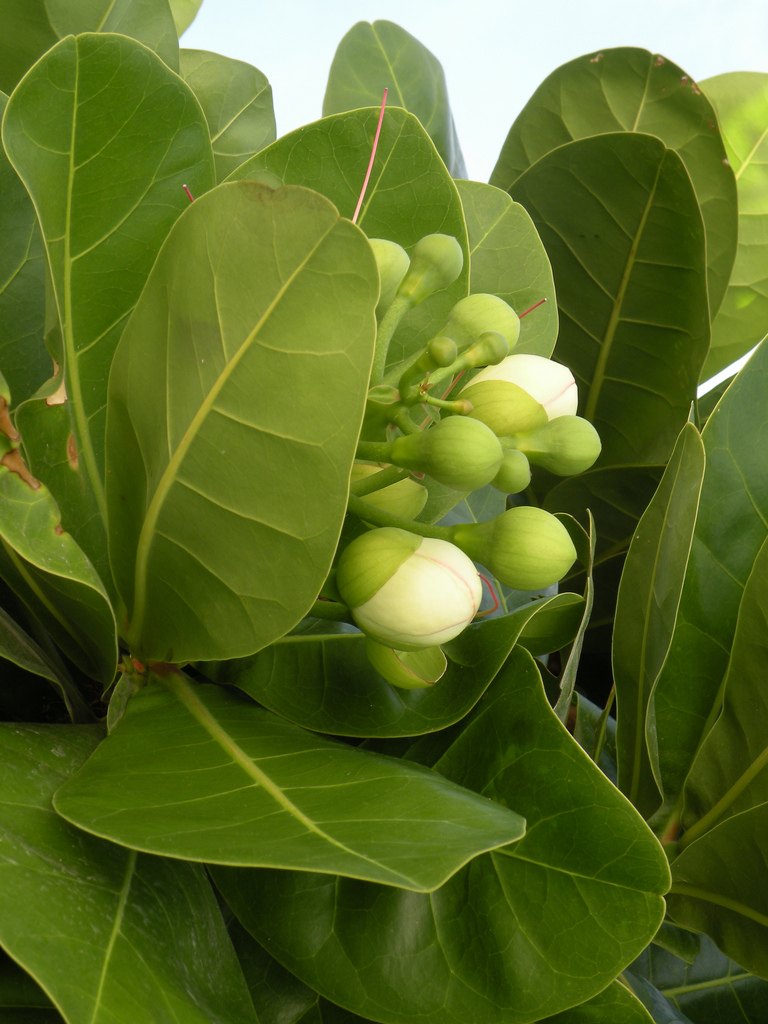
Листя
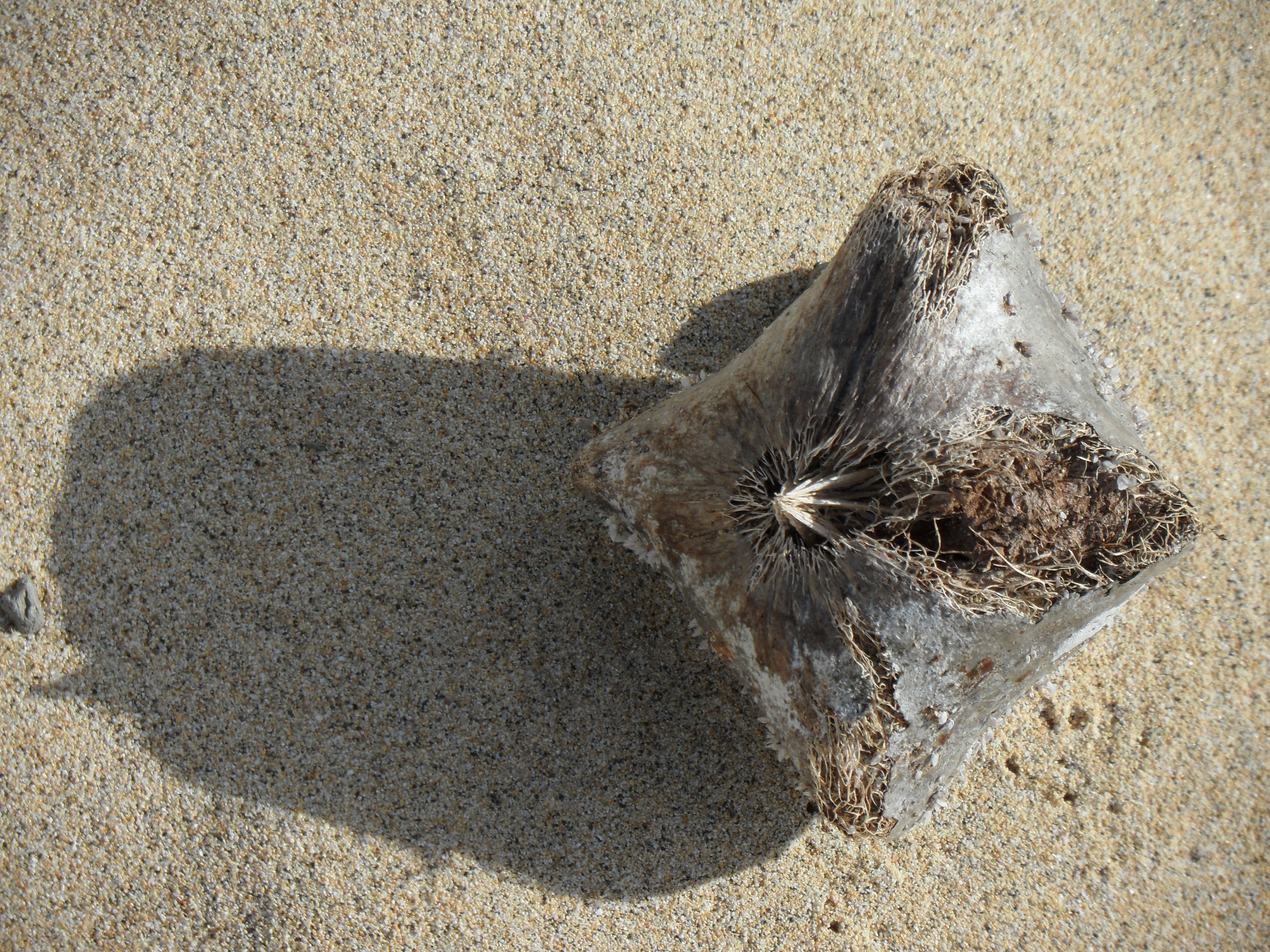
Плід після перебування у воді
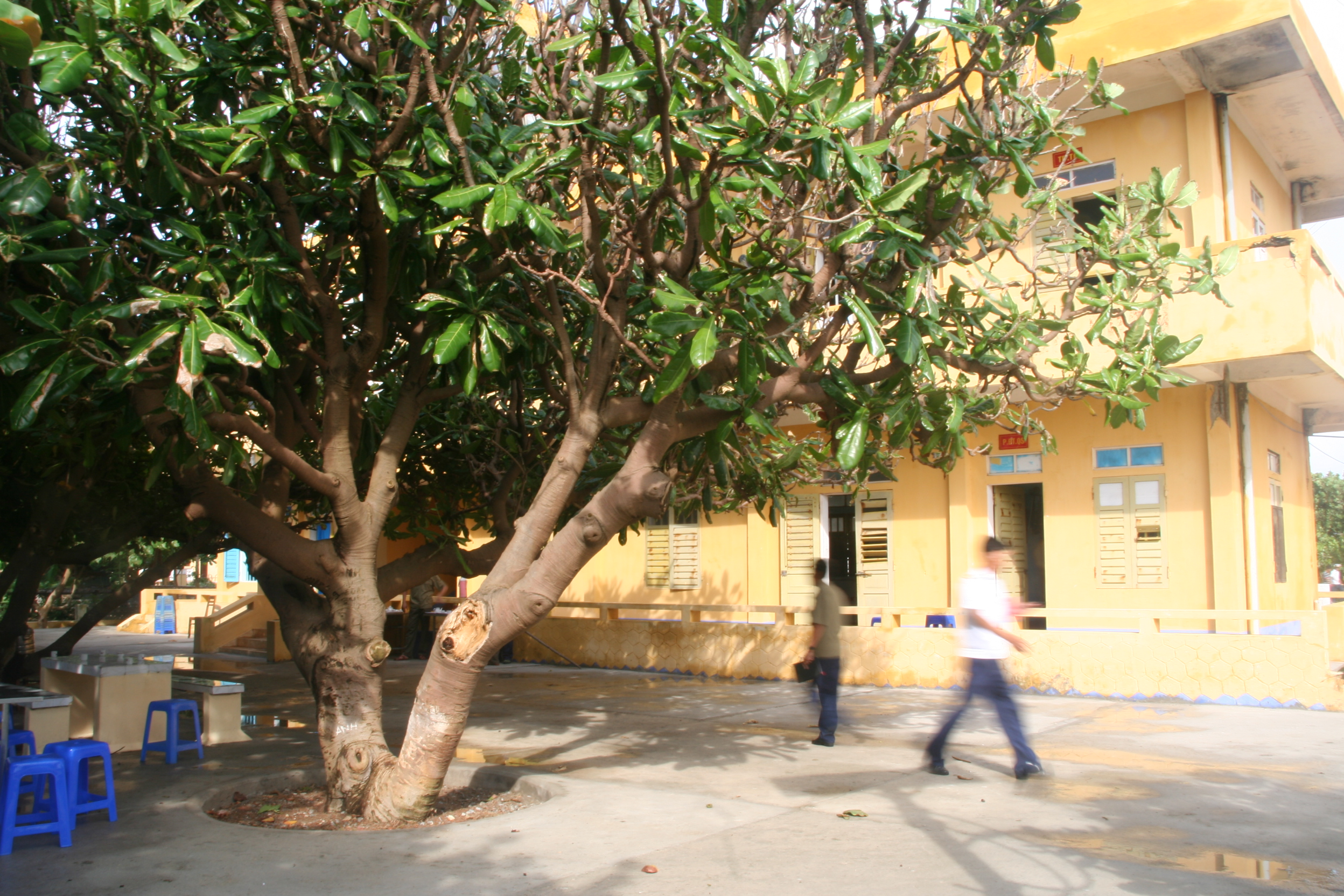
Дерево в місті